# Torneio Internacional de Yongchuan de 2017
O Torneio Internacional de Yongchuan de 2017 (em chinês: 2017年元臻杯永川国际女子足球邀请赛) foi a terceira edição do Torneio Internacional de Yongchuan, competição de futebol feminino organizada pela Associação Chinesa de Futebol e sediada no distrito de Yongchuan. Quatro seleções participaram do evento – Brasil, Coreia do Norte, China e México – em três confrontos diretos, com o título conquistado pela seleção brasileira.

## Regulamento
As quatro equipes jogam entre si em turno único, sendo campeã a equipe com o maior número de pontos ganhos.

### Critérios de desempate
Em caso de igualdade em pontos ganhos entre duas equipes, poderiam ser aplicados sucessivamente os seguintes critérios técnicos de desempate:
1. Maior número de vitórias;
2. Maior saldo de gols;
3. Maior número de gols marcados;
4. Menor número de cartões vermelhos;
5. Menor número de cartões amarelos;
6. Sorteio público.

## Equipes participantes
| Equipe          | Confederação | Títulos        |
| --------------- | ------------ | -------------- |
| Brasil          | CONMEBOL     | —              |
| Coreia do Norte | AFC          | —              |
| China           | AFC          | 2 (2015, 2016) |
| México          | CONCACAF     | —              |

## Classificação
| Pos. | Time            | Pts | J | V | E | D | GP | GC | SG |
| ---- | --------------- | --- | - | - | - | - | -- | -- | -- |
| 1    | Brasil          | 7   | 3 | 2 | 1 | 0 | 7  | 2  | +5 |
| 2    | Coreia do Norte | 6   | 3 | 2 | 0 | 1 | 3  | 3  | 0  |
| 3    | China           | 4   | 3 | 1 | 1 | 1 | 6  | 6  | 0  |
| 4    | México          | 0   | 3 | 0 | 0 | 3 | 2  | 7  | -5 |

| 19 de outubro | Brasil | 3 – 0 | México | Yongchuan Sports Center, Xunquim |
| 16:00         |        |       |        |                                  |

| 19 de outubro | China | 1 – 2 | Coreia do Norte | Yongchuan Sports Center, Xunquim |
| 19:35         |       |       |                 |                                  |

| 21 de outubro | Brasil | 2 – 0 | Coreia do Norte | Yongchuan Sports Center, Xunquim |
| 16:00         |        |       |                 |                                  |

| 21 de outubro | China | 3 – 2 | México | Yongchuan Sports Center, Xunquim |
| 19:35         |       |       |        |                                  |

| 24 de outubro | México | 0 − 1 | Coreia do Norte | Yongchuan Sports Center, Xunquim |
| 16:00         |        |       |                 |                                  |

| 24 de outubro | China | 2 − 2 | Brasil | Yongchuan Sports Center, Xunquim |
| 19:35         |       |       |        |                                  |